# Gasparilla
Gasparilla je ostrov na západním pobřeží Floridy. Je to jeden z mnoha ostrovů, které těsně přiléhají k západnímu pobřeží poloostrova. Ostrov je údajně pojmenován po José Gasparovi, jednom z místních pirátů. Území ostrova je rozděleno mezi okres Lee (jižní část) a okres Charlotte (severní část).

## Historie
V roce 1521 přistál na ostrově současník a přítel Kryštofa Kolumba Ponce de Leon (zúčastnil se druhé Kolumbovy výpravy, ale už se s Kolumbem nevrátil do Španělska) s dvěma loděmi, 200 muži, 50 koni a jiným domácím zvířectvem. Byl okamžitě napaden domorodými Indiány kmene Calusa. Ponce byl zraněn oštěpem a dobyvatelé byli vyhnáni z ostrova. Jedna z jejich lodí byla zahnána až k Mexiku. Ponce de Leon původně hledal údajnou fontánu mládí. Přistál jen asi 10 mil od místa, které se dnes jmenuje Warm Mineral Spring a je součástí městečka North Port. Nachází se zde velký kráter s teplými prameny. Dnes jsou zde termální lázně se sochou Ponce de Leona před vchodem.
Moderní historie ostrova Gasparilla začala okolo roku 1877 vybudováním „rybího ranče“, který kapitán Peacon vystavěl na severním konci ostrova u přístavu Charlotte Harbor. Nebyl to „ranč“ v texaském slova smyslu, kde se chovají koně, ale byla to vlastně továrna na solení ryb, zvaných mullet a mullet roe, které tam přiváželi místní rybáři. Podle historických záznamů zpracovala továrna těchto ryb téměř za milión liber ročně.
Rybářský tábor na sever od továrny, kde žili rybáři a jejich rodiny, se později rozrostl do vesnice jménem Gasparilla, tvořené malými dřevěnými domky. S výjimkou majáku a karanténní stanice na jižním konci ostrova se zde soustředila veškerá populace. V roce 1880 byla blízko Arcadie, podél Peace River ve vnitrozemí, objevena velká ložiska fosfátů, používaných výhradně jako hnojivo. Kvůli exportu těžených fosfátů musela být vybudována železniční trať z Arcadie vedoucí až na jižní konec ostrova do rovněž nové vybudovaného přístavu. Bylo také vybudováno železniční spojení s pevninou po novém mostě.
Zhruba v tu dobu začala i průmyslová výroba ledu na ostrově. Nová možnost dopravy čerstvých zmrazených ryb v železničních vagónech do přístavu zároveň znamenala konec solení ryb a konec Peaconova rybího ranče. Uzavření Peaconova rybího ranče bylo jednou z několika příčin postupného vysidlování vesnice Gasparilla.
Mezi lety 1914 až 1945 vesnice Gasparilla stále ještě žila čilým životem, ale po válce začalo rychle růst město Boca Grande na jižním konci ostrova, které vlastně absorbovalo obyvatele ze zbytku ostrova. Vesnička Gasparilla začala chátrat a v polovině padesátých let byly zbývající budovy zbourány a odklizeny.
Přístav v Boca Grande byl otevřen v roce 1912, překládala se zde většina fosfátů z přijíždějících vlaků na lodě. O několik desítek let později se ukázalo, že přeprava fosfátů vlakem vnitrozemím až do přístavu v Tampě je ekonomičtější a tak se provoz v přístavu Boca Grande postupně zmenšoval. Poslední nákladní loď plná fosfátů odjela z přístavu v Boca Grande v roce 1979. V období plného provozu se město Boca Grande postupně rozrostlo. Společnost Gasparilla Inn otevřela hotely pro hosty, začaly růst výstavné domy pro zámožné „zimní obyvatele“ ze severu USA ale i větší domy celoročních obyvatel. K rozvoji města přispěla tramvajová linka postavená v roce 1910 vedoucí z centra města do přístavu na jižním konci. Počet pasažérů ale nikdy nebyl dostatečný na to, aby jízdné pokrylo náklady, a tak tramvaj v Boca Grande vyjela naposledy v roce 1920. Od roku 1910 také jezdil osobní vlak z velkých měst na severu do nového resortu Boca Grande po trati, kde se dřív přepravovaly fosfáty. Když byl postaven silniční most z pevniny na severní konec ostrova, znamenalo to úplný konec železniční dopravy. Poslední osobní vlak z Boca Grande odejel v roce 1958 a poslední vlak jakéhokoliv druhu projel trati z Boca Grande v roce 1981. Zbytky pilířů železničního mostu pořád v moři stojí a sedávají na nich pelikáni.
Před silničním mostem byl na ostrově i motorový přívoz – loď, která převáží auta z jedné strany na druhou – tedy ferry. Přívoz začal jezdit z Placidy na ostrov v roce 1929, naposledy vyjel v roce 1958.
Jediné kino na ostrově otevřelo své dveře rostoucí ostrovní populaci poprvé v roce 1928, po rozšíření televizního vysílání odolávalo až do roku 1977.
V roce 1929 otevřel Joseph Spadero nový Boca Grande Hotel na místě, kde je teď Boca Bay, jižně od First Street. Byl to luxusní hotel, plný známých osobnosti a mezinárodních hostů. Nabízel atrakce, které Gasparilla Inn nenabízel – golfové hřiště, stáje s koňmi, tenisové dvorce a soukromé letiště. Po Spaderově smrti hotel začal upadat. Poslední návštěvník opustil hotel v roce 1961. Budova byla zbourána v roce 1975.
V roce 1929 byla také postavena nová velká škola na rohu First Street a Park Avenue v Boca Grande pro mládež z ostrova Gasparilla a okolních ostrovů. Po třiceti letech začal počet studentů klesat, až na počet, kdy udržovat školu na ostrově nedávalo smysl. Poslední žáci odešli a poslední „graduation“ byla v roce 1963. Od té doby děti z ostrova navštěvují školu na pevnině a Lemon Bay High School na břehu Lemon Bay – Citrónové zátoky.